# 伊丹祐貴
伊丹 祐貴（いたみ ゆうき、1988年9月20日 - ）は、吉本興業に所属する日本のお笑い芸人。

## 来歴・人物
兵庫県西宮市出身。神戸市立科学技術高等学校、大阪経済大学卒業。
大学時代に体験したインターンシップが楽しくなかったことからお笑い芸人を目指す。大学4回生に進むタイミングで吉本総合芸能学院 (NSC)に入学する（第33期生）。2013年に田淵健一郎と「クラスメイト」を結成し、よしもと漫才劇場に所属したが2017年に解散。NSC時代を含め、漫才コンビを5度組んだが芽が出ず、吉本新喜劇に転じた。新喜劇での初舞台は2018年10月の祇園花月だった。
大学には陸上競技（短距離走）で推薦入学をしており、2019年には西宮神社の「福男」競走で2着になった。
乃が美でアルバイトをしていた時期がある。
2021年2月9日の福の日に結婚。東京ディズニーランドでプロポーズをした。
好きなアニメはONE PIECE。同期の粗品（霜降り明星）とは親友。

## 出演
- よしもと新喜劇（毎日放送）